# Колышкино Болото
Ко́лышкино Боло́то — посёлок в Богородском городском округе Московской области России, входит в состав городского поселения Ногинск.

## Население
| 2002 | 2006 | 2010 |
| ---- | ---- | ---- |
| 130  | ↘115 | ↘84  |

## География
Посёлок Колышкино Болото расположен на востоке Московской области, в северной части Богородского городского округа, примерно в 39 км к востоку от Московской кольцевой автодороги и 4 км к северу от центра города Ногинска.
В 1 км к западу от посёлка проходит Московское малое кольцо А107, в 4,5 км к югу — Горьковское шоссе М7, в 22 км к востоку — Московское большое кольцо А108. Ближайший сельский населённый пункт — деревня Починки.
В посёлке три улицы — Солнечная 1-я, Солнечная 2-я и Черноголовская 1-я; на территории расположен массив индивидуальной жилой застройки.

## История
- посёлок Ямкинского сельского округа Ногинского района Московской области (1994—2006),
- посёлок городского поселения Ногинск Ногинского муниципального района Московской области (2006—2018)[6][7],
- посёлок административного центра Ногинск Богородского городского округа Московской области (2018—н.вр.)[8].